# 亞尼希夫卡
47°55′32″N 30°15′45″E / 47.92556°N 30.26250°E
亞尼希夫卡（烏克蘭語：Янишівка）是位於烏克蘭西南部敖德萨州波季利斯克区柳巴希夫卡市鎮的村莊。該村始建於1798年，面積5.47平方公里，海拔高度93米，2024年人口647，人口密度每平方公里178.21人。